# Mutter vom guten Rat

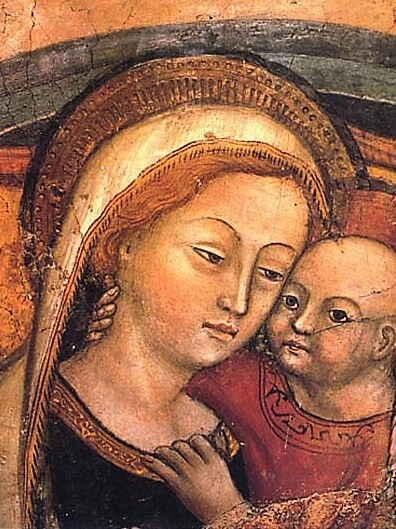
Ikone der Mutter vom Guten Rat in Genazzano

Mutter vom guten Rat (lateinisch Mater boni consilii) ist eine Anrufung Mariens. Papst Leo XIII. fügte mit dem Dekret Ex quo Beatissima Vergine (Über die allerseligste Jungfrau) die Anrufung „Du Mutter des guten Rates“ in die Lauretanische Litanei ein. Pius XII. unterstellte sein Pontifikat dem Patronat der Mutter vom guten Rat und verfasste ein Gebet an sie.

## Geschichte
Die Verehrung Mariens als Mutter vom guten Rat wurde insbesondere von den Augustiner-Eremiten gefördert und verbreitet. Ein bekannter marianischer Wallfahrtsort, der diesem Patrozinium unterstellt ist und seit 1356 von den Augustiner-Eremiten betreut wird, ist das Heiligtum Unserer Lieben Frau vom Guten Rat in der italienischen Ortschaft Genazzano im Latium. Die Wallfahrten zu dem mittelalterlichen Gnadenbild dort sind seit 1467 gut dokumentiert. Etliche Päpste suchten den Wallfahrtsort auf und unterstützten die Wallfahrt dorthin: Urban VIII. am 21. Oktober 1630, Pius IX. am 15. August 1864, Johannes XXIII. am 25. August 1959 und Johannes Paul II. am 22. April 1993. Ein großer Förderer des Heiligtums war Papst Leo XIII., der die Kirche im Jahr 1902 ausschmücken ließ, am 23. April 1903 besuchte und die Kirche mit dem Breve Sacris Aedibus zur Basilika minor erhob. Am 20. März 2003 wurde der Wallfahrt nach Genazzano ein Ablassprivileg gewährt. Papst Leo XIV. stattete dem Heiligtum am 10. Mai 2025, zwei Tage nach seiner Wahl zum Papst, einen kurzen Besuch ab.

## Verehrung
Dem Patronat der Mutter vom guten Rat sind neben zahlreichen Kirchen (siehe Maria-vom-guten-Rat-Kirche) mehrere Ordensgemeinschaften unterstellt, unter anderem die Missionsschwestern vom hl. Peter Claver, die Schwestern von der Nächstenliebe der hl. Maria vom guten Rat in Turin, die Schwestern Unserer Lieben Frau vom Guten Rat von Chicoutimi in Kanada wie auch die augustinische Ordensprovinz im amerikanischen Mittelwesten. Außerdem ist die Gottesmutter unter dieser Anrufung Schutzpatronin des Instituts Mater Boni Consilii in Verrua Savoia und der kanadischen Vereinigung katholischer Frauen.

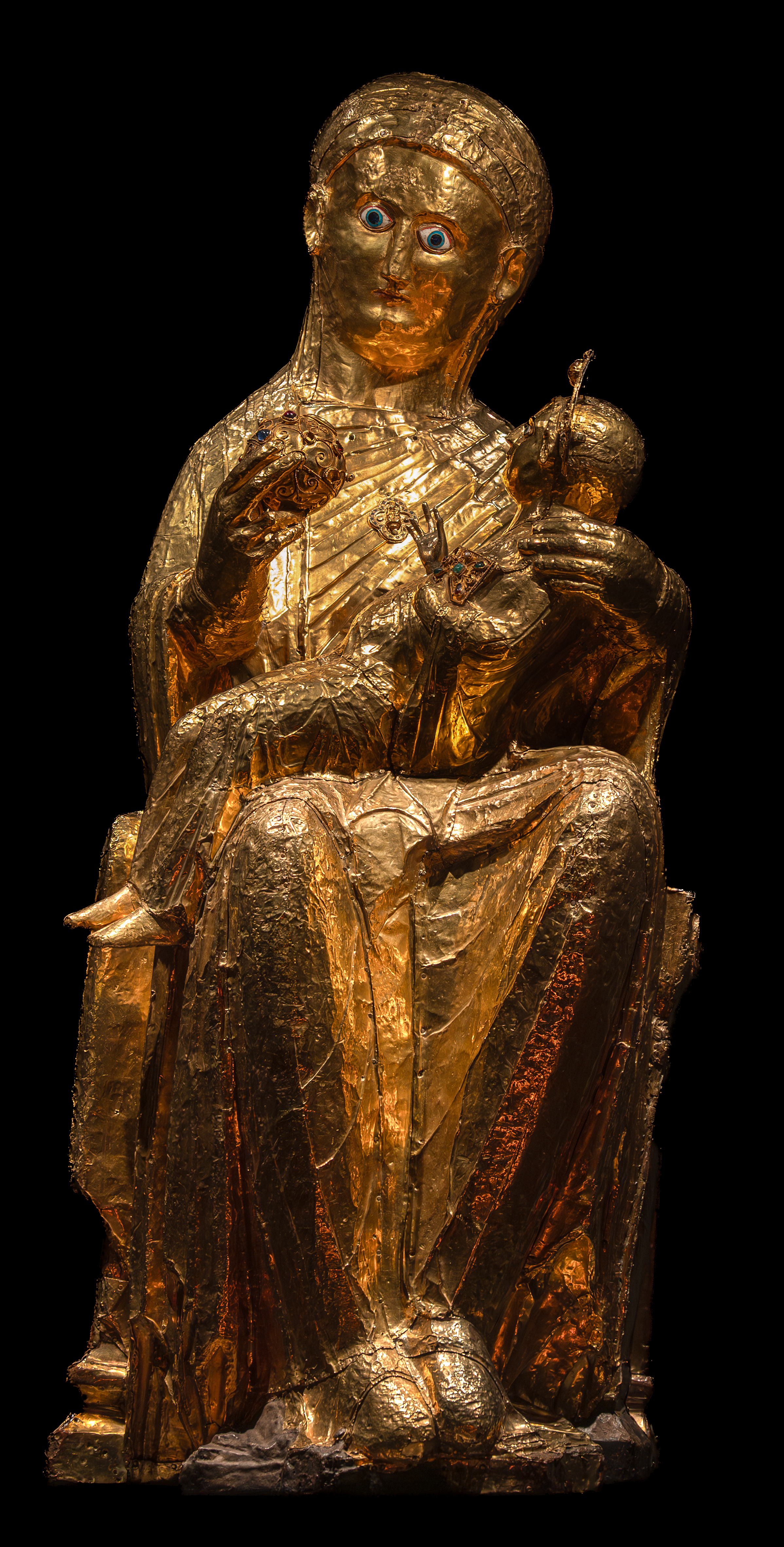
Sog. Goldene Madonna in Essen

1959 ernannte Papst Johannes XXIII. „die selige Jungfrau Maria unter dem Titel Mutter vom guten Rat, die im Volksmund Goldene Madonna genannt wird“, zur Patronin des neu gegründeten Bistums Essen. Die Marienfigur vom Typ einer Sedes sapientiae, die älteste vollplastische Marienfigur, steht in der nördlichen Seitenkapelle des Essener Doms. Das entsprechende Hochfest ist gemäß Diözesankalender am 11. Oktober. Papst Johannes Paul II. betete im Rahmen seines Pastoralbesuches im Bistum Essen am 2. Mai 1987 vor ihr.